# Tropasteron monteithi
Tropasteron monteithi là một loài nhện trong họ Zodariidae.
Loài này thuộc chi Tropasteron. Tropasteron monteithi được B.C.Baehr miêu tả năm 2003.